# Matthias Bleyl

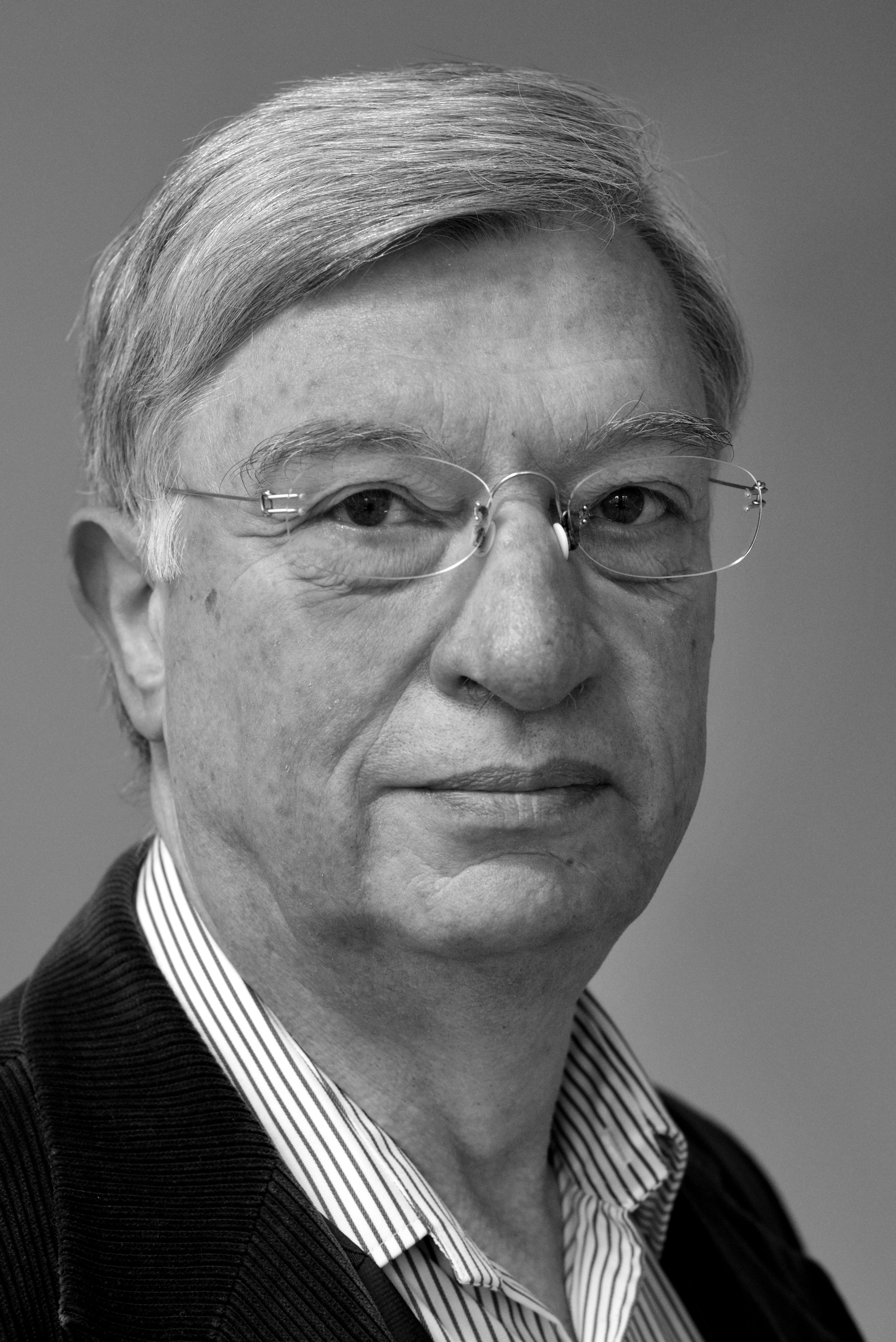
Matthias Bleyl (2015)

Matthias Bleyl (geboren 1953 in Iserlohn, Westfalen) ist ein deutscher Kunsthistoriker und Hochschullehrer. Er lebt und arbeitet in Berlin.

## Biografie
Matthias Bleyl studierte Kunstgeschichte, Archäologie, Neuere Geschichte und Philosophie an der Ruhr-Universität Bochum, an der er 1980 mit einer von Max Imdahl und Manfred Wundram betreuten Arbeit zur Porträtmalerei des französischen Klassizismus promoviert wurde.
Von 1980 bis 1982 war er Volontär am Hessischen Landesmuseum Darmstadt. Anschließend war er wissenschaftlicher Mitarbeiter am Kunstgeschichtlichen Institut der Universität Frankfurt am Main und am Kunstgeschichtlichen Institut in Freiburg i. Br. sowie Lehrbeauftragter an der Universität des Saarlandes, der Staatlichen Hochschule für Bildende Künste Frankfurt und der Staatlichen Hochschule für Gestaltung Offenbach. 1988 wurde er an der Universität des Saarlandes als erster deutscher Kunstwissenschaftler mit einer Arbeit zur Kunst nach 1945 habilitiert.
In der Folge lehrte er an den Universitäten Freiburg i. Br., Regensburg, Landau/Pfalz und Paris Nanterre. Von 1993 bis 2018 war er ordentlicher Professor für Allgemeine Kunstgeschichte mit Schwerpunkt 20. Jahrhundert an der weißensee kunsthochschule berlin, wo er zeitweise die Aufgaben des Fachgebietssprechers für Theorie und Geschichte und des Prorektors für Studium und Lehre ausübte. Die Forschungsschwerpunkte von Matthias Bleyl sind die venezianische Kunst des 16. bis 18. Jahrhunderts, französische Kunst um 1800 sowie verschiedene Bereiche der Kunst der Gegenwart.

## Publikationen/Bücher
- Hauptsache Grau[1]. Berlin 2013 (Herausgeber mit Michael Fehr u. Wita Noack)
- Quadratura: Geschichte – Theorie – Technik.[2] Berlin u. München 2011 (Herausgeber mit Pascal Dubourg Glatigny)
- Deckenmalerei des 18. Jahrhunderts in Venedig[3]: Die hohe Kunst der Dekoration im Zeitalter Tiepolos, München 2005
- Sehnsucht nach Italien – heute: Eine Untersuchung zum Thema Malerei, Nürnberg 1995
- Gotthard Graubner – Farbraumkörper der XL. Biennale Venedig 1982 (Schriften zur Sammlung des Museums für Moderne Kunst Frankfurt am Main), 1991
- Joseph Beuys – Der erweiterte Kunstbegriff: Texte und Bilder zum Beuys-Block im Hessischen Landesmuseum Darmstadt[4], 1989 (Herausgeber)
- Essentielle Malerei in Deutschland: Wege zur Kunst nach 1945[5], Nürnberg 1988
- Bernardo Bellotto, genannt Canaletto: Zeichnungen aus dem Hessischen Landesmuseum Darmstadt,1981
- Das klassizistische Porträt: Gestaltungsanalyse am Beispiel J.-L. Davids[6], Frankfurt am Main 1982